# Jacques Plante Memorial Trophy
Jacques Plante Memorial Trophy je hokejová trofej udělovaná každoročně brankáři juniorské ligy Quebec Major Junior Hockey League, který má nejnižší průměr inkasovaných branek. Trofej je pojmenována po bývalém brankáři QMJHL a NHL Jacquesovi Plantovi.

## Držitelé Jacques Plante Memorial Trophy
| Sezóna  | Jméno               | Tým                          | Pr. ink. br. |
| ------- | ------------------- | ---------------------------- | ------------ |
| 2013/14 | Zachary Fucale      | Halifax Mooseheads           | 2.26         |
| 2012/13 | Étienne Marcoux     | Blainville-Boisbriand Armada | 2.14         |
| 2011–12 | Mathieu Corbeil     | Saint John Sea Dogs          | 2.38         |
| 2010–11 | Jacob De Serres     | Saint John Sea Dogs          | 2.22         |
| 2009–10 | Jake Allen          | Drummondville Voltigeurs     | 2.20         |
| 2008–09 | Nicola Riopel       | Moncton Wildcats             | 2.01         |
| 2007–08 | Bobby Nadeau        | Chicoutimi Saguenéens        | 2.63         |
| 2006–07 | Ondřej Pavelec      | Cape Breton Screaming Eagles | 2.52         |
| 2005–06 | Ondřej Pavelec      | Cape Breton Screaming Eagles | 2.51         |
| 2004–05 | Julien Ellis        | Shawinigan Cataractes        | 2.41         |
| 2003–04 | Martin Houle        | Cape Breton Screaming Eagles | 2.32         |
| 2002–03 | Adam Russo          | Acadie-Bathurst Titan        | 2.41         |
| 2001–02 | Olivier Michaud     | Shawinigan Cataractes        | 2.45         |
| 2000–01 | Frédéric Cloutier   | Shawinigan Cataractes        | 2.50         |
| 1999–00 | Simon Lajeunesse    | Moncton Wildcats             | 2.61         |
| 1998–99 | Maxime Ouellet      | Québec Remparts              | 2.70         |
| 1997–98 | Mathieu Garon       | Victoriaville Tigres         | 2.68         |
| 1996–97 | Marc Denis          | Chicoutimi Saguenéens        | 2.69         |
| 1995–96 | Frédéric Deschenes  | Granby Prédateurs            | 2.63         |
| 1994–95 | Martin Biron        | Beauport Harfangs            | 2.48         |
| 1993–94 | Philippe DeRouville | Verdun Collège Français      | 3.06         |
| 1992–93 | Jocelyn Thibault    | Sherbrooke Faucons           | 2.99         |
| 1991–92 | Jean-François Labbé | Trois-Rivières Draveurs      | 3.10         |
| 1990–91 | Félix Potvin        | Chicoutimi Saguenéens        | 2.70         |
| 1989–90 | Pierre Gagnon       | Victoriaville Tigres         | 3.02         |
| 1988–89 | Stéphane Fiset      | Victoriaville Tigres         | 3.45         |
| 1987–88 | Stephane Beauregard | Saint-Jean Castors           | 3.65         |
| 1986–87 | Robert Desjardins   | Longueuil Chevaliers         | 3.25         |
| 1985–86 | Robert Desjardins   | Hull Olympiques              | 3.32         |
| 1984–85 | Daniel Berthiaume   | Chicoutimi Saguenéens        | 3.85         |
| 1983–84 | Tony Haladuick      | Laval Voisins                | 3.79         |
| 1982–83 | Tony Haladuick      | Laval Voisins                | 4.39         |
| 1981–82 | Jeff Barratt        | Montreal Juniors             | 3.50         |
| 1980–81 | Michel Dufour       | Sorel Éperviers              | 3.64         |
| 1979–80 | Corrado Micalef     | Sherbrooke Castors           | 4.20         |
| 1978–79 | Jacques Cloutier    | Trois-Rivières Draveurs      | 3.14         |
| 1977–78 | Tim Bernhardt       | Cornwall Royals              | 3.39         |
| 1976–77 | Tim Bernhardt       | Cornwall Royals              | 3.63         |
| 1975–76 | Tim Bernhardt       | Cornwall Royals              | 3.92         |
| 1974–75 | Nick Sanza          | Sherbrooke Castors           | 3.51         |
| 1973–74 | Claude Legris       | Sorel Éperviers              | 4.50         |
| 1972–73 | Pierre Pérusse      | Québec Remparts              | 3.78         |
| 1971–72 | Richard Brodeur     | Cornwall Royals              | 2.93         |
| 1970–71 | Raynald Fortier     | Québec Remparts              | 3.39         |
| 1969–70 | Michel Deguise      | Sorel Éperviers              | 3.99         |